# Padrino
Padrino — веб-фреймворк с открытым исходным кодом, написанный на языке Ruby и основанный на фреймворке Sinatra. Является альтернативой другим веб-фреймворкам, таким как Ruby on Rails, Merb, Nitro и Camping. Использует серверный интерфейс Rack.